# Beckasinrall
Beckasinrall (Capellirallus karamu) är en förhistorisk utdöd fågel i familjen rallar inom ordningen tran- och rallfåglar som levde på Nordön i Nya Zeeland.

## Beskrivning
Beckasinrallen var en relativt liten rall med oproportioneligt lång näbb och tarser. I förhållande till sin vikt på 240 g hade beckasinrallen de kortaste vingarna av alla nu kända rallarter, levande eller utdöda. Sedan artens upptäckt har ett stort antal kompletta skelett återfunnits på olika delar på Nordön. Dess släktskap med övriga rallarter är oklar men benstrukturen antyder att den kan ha varit en nära släkting till den utdöda matirakahurallen.

## Ekologi
Alla fynd av benlämningar har gjorts på västra delen av Nordön där regnskog rådde. Fågelns långa näbb antyder att den födosökte på samma sätt som kivier.

## Utdöende
Exakt när beckasinrallen dog ut är inte känt, men det antas att den började minska i början av 1200-talet när polynesiska råttan spred sig till Nya Zeeland.

## Namn
Fågelns vetenskapliga namn karamu kommer av Karamugrottan, 21 km utanför Hamilton där första exemplaret upptäcktes 1954.